# ガンガ・ディン
『ガンガ・ディン』（原題：Gunga Din）は、1939年制作のアメリカ合衆国の冒険映画。
ラドヤード・キップリング作の詩『ガンガディン』をモチーフにした映画で、映画『インディ・ジョーンズ/魔宮の伝説』や『スター・ウォーズ/最後のジェダイ』に影響を与えた。
ジョージ・スティーヴンス監督、ケーリー・グラント、ヴィクター・マクラグレン、ダグラス・フェアバンクス・ジュニア、ジョーン・フォンテイン、サム・ジャッフェが出演。
1962年に『荒野の3軍曹』としてリメイクされた。
1999年、アメリカ国立フィルム登録簿に登録された。

## あらすじ
19世紀末のイギリス領インド帝国。英印軍の軍曹カッター、マクチェスニー、バランタインの3人は、血の女神を信奉する殺人カルト集団の攻撃への警戒のため隣町に偵察に向かう。
その途中、カッターは軍のために水運びをしているインド人のガンガ・ディンから黄金の寺院に財宝が埋もれているという話を聞き、それを手に入れようと夜の闇にまぎれて寺院へ向かう。ところがその寺院はカルト集団の本拠地であり、カッターはたちまち捕らえられてしまう。
ガンガ・ディンからの急の知らせでマクチェスニーとバランタインは寺院へ急ぎ駆け付け、カルト集団との息詰まるかけひきが始まる。

## キャスト
- カッター：ケーリー・グラント
- マクチェスニー：ヴィクター・マクラグレン

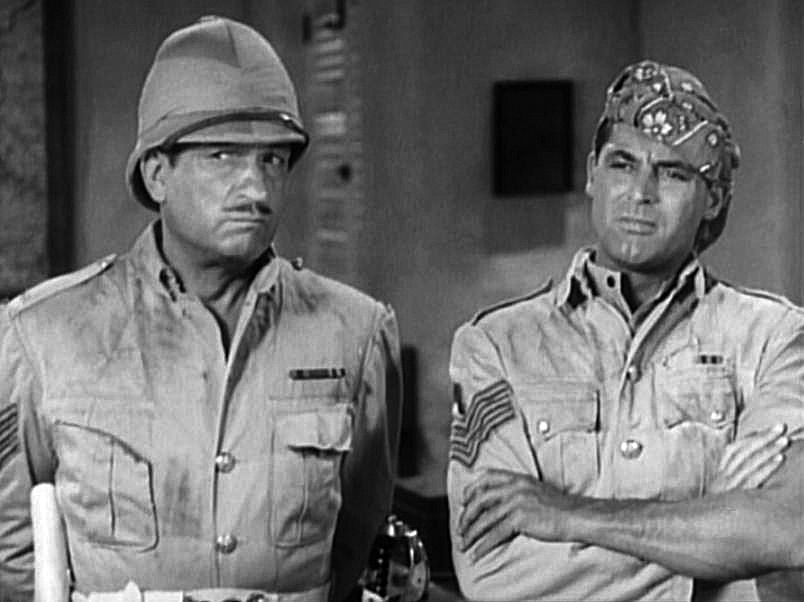
ヴィクター・マクラグレン（左）とケーリー・グラント

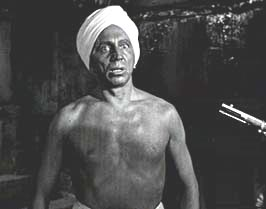
ガンガ・ディン役のサム・ジャッフェ

- バランタイン：ダグラス・フェアバンクス・ジュニア
- エミー：ジョーン・フォンテイン
- ガンガ・ディン：サム・ジャッフェ
- エドワード・チアネーリ
- モンタギュー・ラヴ
- ロバート・クート
- アブナー・ビーバーマン
- ラムスデン・ヘーア